# 252-es főút (Magyarország)
A mintegy 0,85 kilométer hosszú 252-es főút egy magyarországi főút, amely Eger belterületének déli szélén köti össze a 25-ös főutat és az M25-ös autóutat.

## Nyomvonala
A 2x1 sávos 252-es főút Eger déli szélén, a 25-ös főutat és a 2501-es (Kistályai) utat összekötő „K2-es út” (Kőlyuk út) felhasználásával épült. Az M25-ös a 25-ös és a 2501-es utak között, az Eger-Füzesabony vasútvonallal párhuzamosan éri el Eger határát, ahol körfogalmú csomóponttal csatlakozik a 252-es főúthoz; utóbbi csomópontnak átkötő útja még a 25 615-ös számú mellékút is. A K2-esnek az M25-ös és a 25-ös közötti részét minősítették át főúttá, a Füzesabony–Putnok-vasútvonal és a volt Eger-Rendezőpályaudvar fölött híddal átívelő szakaszát nem. A főút mindkét végén körforgalommal csatlakozik a kapcsolódó utakhoz, az úttal párhuzamosan kerékpárút is épült.